# كريزوتينيب
كريزوتينيب (Crizotinib)، الذي يُباع تحت الاسم التجاري زالكوري (Xalkori) من بين أسماء أخرى، هو دواء يستخدم لعلاج سرطان الرئة غير صغيرة الخلايا (NSCLC).  يُسْتخدم على وجه التحديد في الأمراض المتقدمة التي تكون إيجابية ALK أو ROS1 إيجابية.  يؤخذ عن طريق الفم. 
وتشمل الآثار الجانبية الشائعة له: مشاكل في الرؤية والغثيان والإسهال والتورم ومشاكل في الكبد والدوخة وآلام الأعصاب والتعب. قد تشمل الآثار الجانبية الأخرى: الالتهاب الرئوي وانخفاض خلايا الدم البيضاء وإطالة فترة كيوتي. أما استخدامه خلال الحمل قد يضر الجنين  وهومثبط لمستقبل التيروزين كيناز (RTK).
تمت الموافقة على كريزوتينيب للاستخدام الطبي في الولايات المتحدة في عام 2011 وأوروبا في عام 2012. في المملكة المتحدة، يكلف شهر العلاج هيئة الخدمات الصحية الوطنية حوالي 4700 جنيه إسترليني اعتبارًا من عام 2021. ويكلف في الولايات المتحدة حوالي 19400 دولار أمريكي.